# Wladimir Saimow
Wladimir Stojanow Saimow (bulgarisch Владимир Стоянов Заимов; * 25. November 1888 in Kjustendil; † 1. Juni 1942 in Sofia) war ein bulgarischer Politiker und Generaloberst.

## Leben
Saimow absolvierte 1907 eine Militärschule und kämpfte in den Jahren 1912 und 1913 in den Balkankriegen und dann auch im Ersten Weltkrieg. 
1934 nahm er am Militärputsch gegen die gewählte Regierung von Nikola Muschanow teil. Danach wurde er Generalinspekteur der Artillerie.
Vor dem Zweiten Weltkrieg war er als Agent für das Oberkommando der sowjetischen Roten Armee tätig. Außerdem wirkte er für das Zentralkomitee der Bulgarischen Kommunistischen Partei in Unterstützung für deren Partisanenaktivitäten. Er wurde im Jahr 1942 verhaftet und zum Tode verurteilt. Am 1. Juni 1942 wurde er erschossen.
Die Bulgarische Kommunistische Partei erklärte ihn im Nachhinein zum "Märtyrer des Widerstands".
Saimow wurde mit dem Leninorden und post mortem als Held der Sowjetunion ausgezeichnet.